# Randolph Churchill
Pour les articles homonymes, voir Churchill.
Ne doit pas être confondu avec Randolph Churchill (1911-1968).
Pour les autres membres de la famille, voir Famille Spencer.
 (août 2020).
Si vous disposez d'ouvrages ou d'articles de référence ou si vous connaissez des sites web de qualité traitant du thème abordé ici, merci de compléter l'article en donnant les références utiles à sa vérifiabilité et en les liant à la section « Notes et références ».
Randolph Henry Spencer-Churchill (13 février 1849 – 24 janvier 1895) est un homme d'État britannique. Il est le troisième fils (donc non héritier du titre, qui va à l'aîné) de John Spencer-Churchill, 7e duc de Marlborough, et le père du Premier ministre Winston Churchill et de John Strange Spencer-Churchill. Il est député à vingt-cinq ans et fait carrière dans les rangs conservateurs où il souhaite des réformes démocratiques et une politique extérieure pacifique.

## Biographie
Il étudie à Eton (1863-1865), puis au Merton College de l'Université d'Oxford (1867-1870), où il se fait remarquer pour son indiscipline, mais dont il sort diplômé en Philosophie du Droit et Histoire Moderne. Conservateur sincère (il fait partie des fondateurs en 1883 de la Ligue de la Primevère, consacrée à perpétuer l'action réformatrice de Disraeli baptisée Tory Democracy), il est néanmoins opposé à la rigidité traditionnelle des structures  conservatrices. À son arrivée à la Chambre des communes, en 1874,  comme député de Woodstock (où est situé le château familial des Marlborough, Blenheim), il s'attaque au ministère conservateur avec une rhétorique incisive qui le rend célèbre. 
Pendant le ministère libéral de William Gladstone (1880-1885), il s'allie avec d'autres conservateurs indépendants pour former un prétendu « quatrième parti », préconisant un nouveau conservatisme, plus démocratique et plus réceptif au besoin de réformes sociales et politiques. Mis au courant de certains des problèmes de l'Irlande, en y ayant accompagné son père le vice-roi (1876-1880), il est chargé du difficile problème de l'union entre l'Irlande et la Grande-Bretagne. Il a identifié l'ampleur de la mauvaise gestion des autorités britanniques et s'oppose aux mesures coercitives. La nomination en 1884 de lord Randolph Churchill comme président de l'Union nationale des associations conservatrices et sa prise de position pour une participation populaire accrue à l'organisation du parti souligne son désaccord avec la conduite aristocratique de lord Salisbury, chef de file des conservateurs, mais la popularité de lord Randolph Churchill contraint Salisbury, désormais Premier ministre, à l'accepter dans le nouveau gouvernement conservateur en 1885. Secrétaire d'État pour l'Inde (1885-1886) et chancelier de l'Échiquier, il prend la tête des conservateurs à la Chambre des Communes (1886). Son premier budget critique implicitement la politique étrangère en diminuant les crédits militaires. Le texte est rejeté par ses collègues du Conseil des ministres et Churchill démissionne, surestimant gravement le soutien dont il bénéficiait au sein du parti. Ce coup d'éclat n'est pas suivi par un tollé de l'opinion (comme il l'avait escompté) et les conservateurs ne le rappelèrent jamais aux affaires.
Personnellement endetté (financé discrètement par la famille Rothschild) et souffrant d'une maladie indéterminée (probablement la syphilis) durant les dernières années de sa vie, il fait des tirades totalement absurdes à la Chambre des Communes qui achèvent de le discréditer. Il meurt dans de grandes souffrances, presque abandonné de tous, et pratiquement ruiné. Il est très critique à l'égard de son fils Winston, avec qui il est d'une cruelle sévérité psychologique, le qualifiant à plusieurs reprises de bon à rien dans ses lettres (qui ont survécu), et certains adeptes de Freud soutiennent que cette animosité contribua à forger un caractère très déterminé chez son fils, qui par ailleurs proclame malgré tout haut et fort toute sa vie son admiration sans bornes pour ce père mort alors que lui-même n'avait que vingt ans, allant jusqu'à écrire une volumineuse biographie-hagiographie pour réhabiliter sa mémoire en 1905. De surcroît, dès qu'il a un fils, en 1911, Winston Churchill s'empresse de le baptiser Randolph en l'honneur de ce père. Le documentaire Un géant dans le siècle consacré à Winston Churchill fait remarquer la coïncidence de date de la mort du père et du fils : le 24 janvier, 1895 (à 45 ans) pour l'un, 1965 (à 90 ans) pour l'autre.
Randolph Churchill est inhumé dans le cimetière paroissial de l'église Saint-Martin de Bladon.

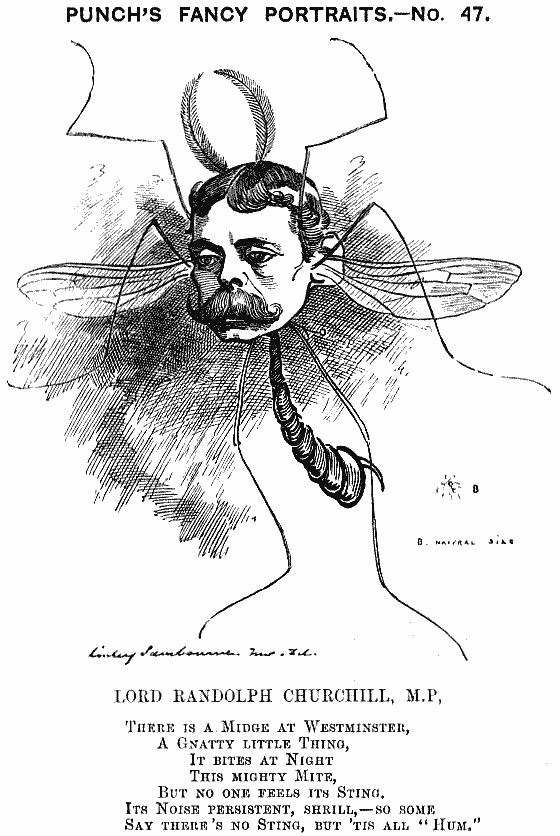
Caricature du magazine satirique Punch, 1881